# Gabriel Moginot
Gabriel Moginot (* 1983) je francouzský portrétní a módní fotograf. Jeho snímky byly otištěny v magazínech Pref, Playboy, Ponytail nebo DAMn. Portrétoval celebrity jako například Amanda Lepore, Amanda Lear, Lady Bunny, Dhany, Diane Pernet, Serge Cajfinger (zakladatel Paule Ka's), Arashi Yanagawa (zakladatel John Lawrence Sullivan's), Hanna Hais nebo François Sagat.
Moginotův projekt Muž v korzetu byl inspirovaný dílem fotografa Horsta P. Horsta.

## Galerie

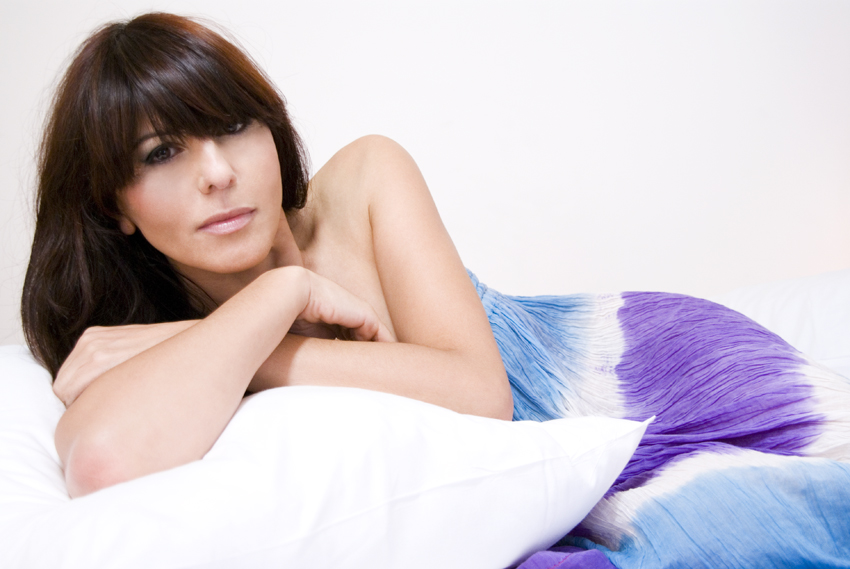
Hanna Haïs
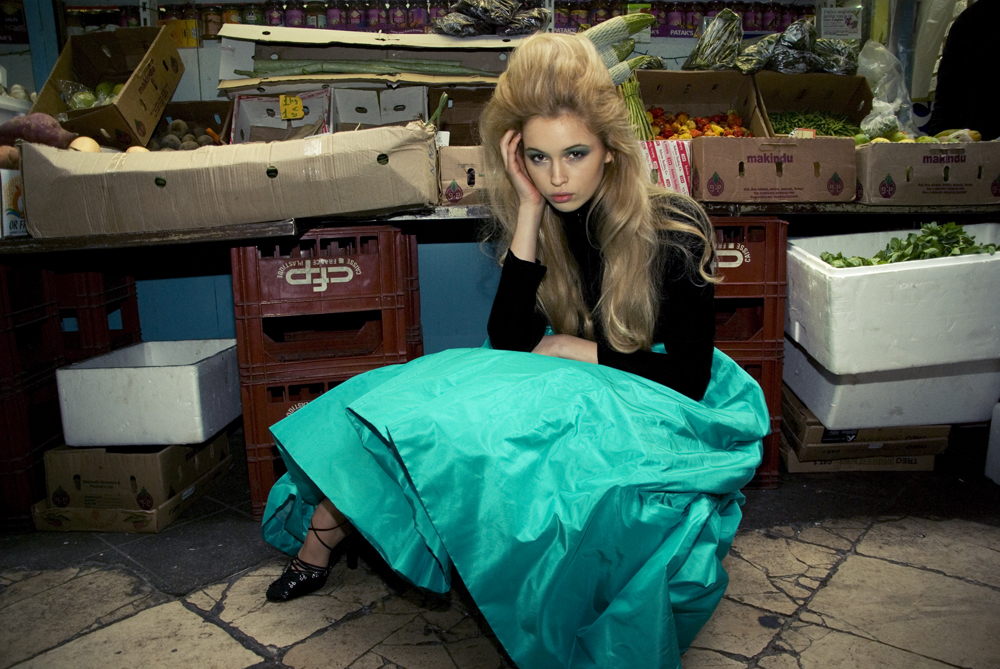
Módní fotografie
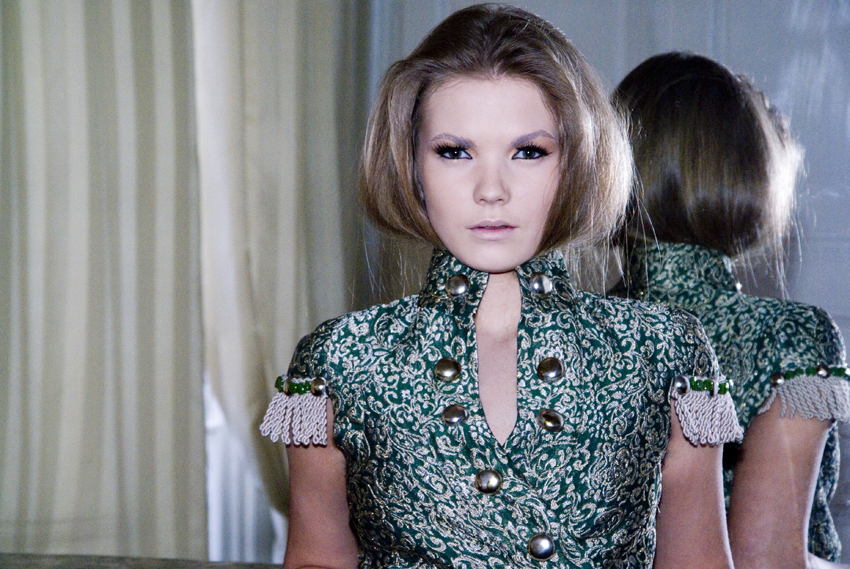
Jolanta, agentura Mademoiselle Agency
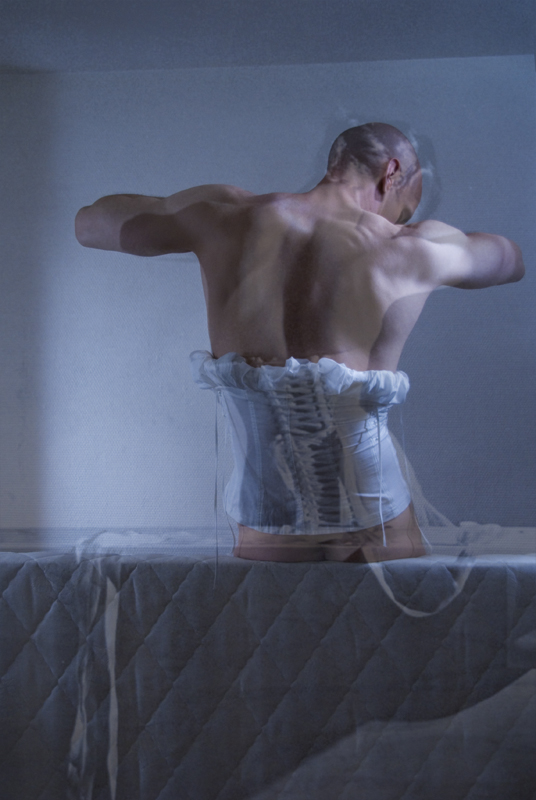
Muž v korzetu, projekt inspirovaný dílem Horsta P. Horsta
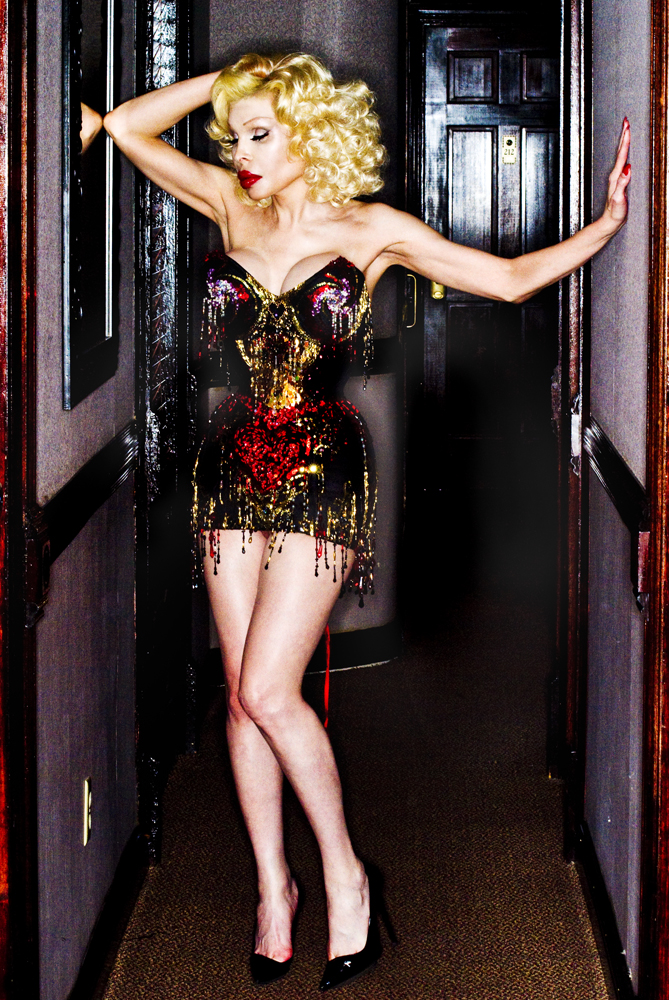
Amanda Lepore
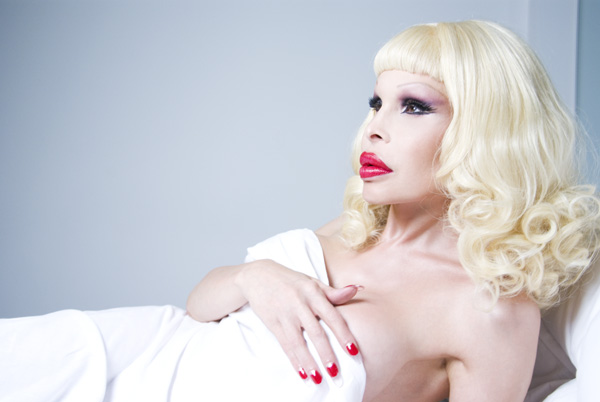
Amanda Lepore, 2008
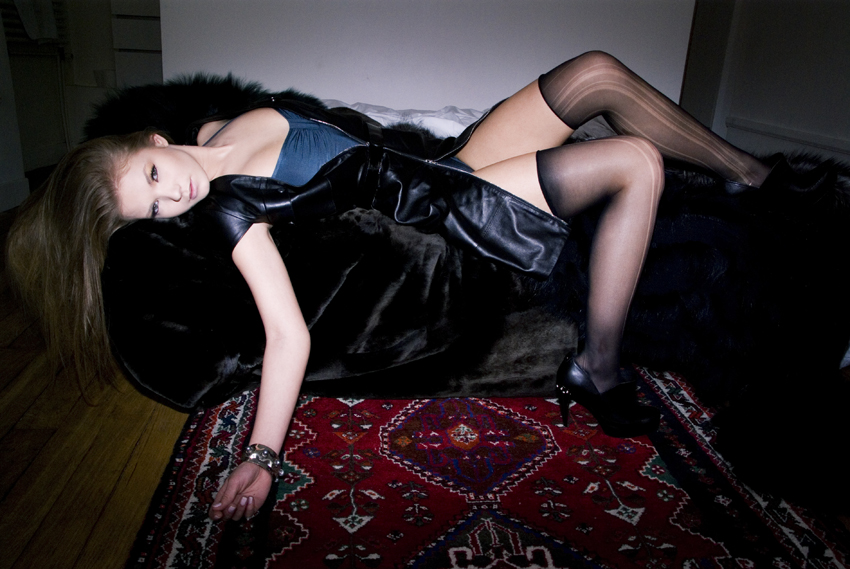
Módní fotografování oblečení Jódži Jamamoto